# Flora of North America
Flora of North America North of Mexico (cui ci si riferisce usualmente come FNA) è un'opera multivolume che descrive le piante native dell'America del Nord. Gran parte della Flora è già disponibile su internet. Ci si aspetta che, una volta completata, raggiunga i 30 volumi e sarà la prima opera a trattare tutto ciò che si sa della flora a nord del Messico.
Si tratta di una collaborazione di oltre 800 autori, che collaborano tramite internet.